# Marija Tolj
Marija Tolj (Sabbioncello, 29 novembre 1999) è una discobola croata.

## Biografia
Il 30 giugno 2022 vince l'oro ai Giochi del Mediterraneo e fa il suo record personale con un lancio di 64,71 m.

## Palmarès
| Anno | Manifestazione          | Sede      | Evento           | Risultato | Prestazione | Note                                            |
| ---- | ----------------------- | --------- | ---------------- | --------- | ----------- | ----------------------------------------------- |
| 2016 | Mondiali U20            | Bydgoszcz | Getto del peso   | 18ª (q)   | 14,00 m     |                                                 |
| 2016 | Mondiali U20            | Bydgoszcz | Lancio del disco | 21ª (q)   | 45,76 m     |                                                 |
| 2017 | Europei U20             | Grosseto  | Lancio del disco | 4ª        | 52,97 m     |                                                 |
| 2018 | Mondiali U20            | Tampere   | Lancio del disco | 11ª       | 45,07 m     |                                                 |
| 2018 | Europei                 | Berlino   | Lancio del disco | 16ª (q)   | 55,52 m     |                                                 |
| 2019 | Europei U23             | Gävle     | Lancio del disco | Oro       | 62,76 m     | Miglior prestazione europea stagionale under 23 |
| 2019 | Mondiali                | Doha      | Lancio del disco | nm (q)    | nm (q)      |                                                 |
| 2021 | Europei U23             | Tallinn   | Lancio del disco | 5ª        | 53,62 m     |                                                 |
| 2021 | Giochi olimpici         | Tokyo     | Lancio del disco | 13ª (q)   | 61,48 m     |                                                 |
| 2022 | Giochi del Mediterraneo | Orano     | Lancio del disco | Oro       | 64,71 m     | Miglior prestazione personale                   |
| 2022 | Mondiali                | Eugene    | Lancio del disco | 8ª        | 63,07 m     |                                                 |
| 2022 | Europei                 | Monaco    | Lancio del disco | 6ª        | 63,67 m     |                                                 |
| 2023 | Mondiali                | Budapest  | Lancio del disco | 18ª (q)   | 58,92 m     |                                                 |
| 2024 | Europei                 | Roma      | Lancio del disco | 8ª        | 61,42 m     |                                                 |
| 2024 | Giochi olimpici         | Parigi    | Lancio del disco | 23ª (q)   | 59,87 m     |                                                 |

## Altre competizioni internazionali
2015
- 19ª (q) al Festival olimpico della gioventù europea ( Tbilisi), getto del peso - 12,31 m
- 6ª al Festival olimpico della gioventù europea ( Tbilisi), lancio del disco - 43,79 m

2018
- Oro in Coppa Europa di lanci ( Leiria), lancio del disco - 56,31 m

2019
- Oro in Coppa Europa di lanci ( Šamorín), lancio del disco - 57,76 m